# Халас, Бенце
Бенце Халас (венг. Halász Bence, род. 4 августа 1997 года, Кишкунхалаш) — венгерский метатель молота, бронзовый призёр чемпионатов мира 2019 и 2023 годов, призёр чемпионатов Европы. Участник летних Олимпийских игр 2020 года. 

## Биография и карьера
На чемпионате Европы-2018 в Берлине он выиграл бронзовую медаль с результатом 77,36 метра.
На предолимпийском чемпионате мира, который проходил в 2019 году в столице Катара Дохе, Бенце завоевал бронзовую медаль отправив снаряд на 78,18 метров. Это первый серьёзный успех на мировых легкоатлетических форумах.
В 2023 году на чемпионате мира по лёгкой атлетике, который состоялся в Будапеште, венгерский атлет, в метании молота, с результатом 80,82 метра стал бронзовым медалистом чемпионата мира.
В июне 2024 года, в Риме, на чемпионате Европы, Бенце с результатом 80,49 метра стал обладателем серебряной медали. 
Личный рекорд - 80,92 (2022 год).

## Награды
- Спортсмен года в Венгрии среди юношей (2014)
- Спортсмен года в Венгрии среди юношей (2015, 2016)
- Атлет открытие года в Венгрии (2016, 2017)